# 克拉拉·波达
克拉拉·波达（義大利語：Clara Podda，1951年7月19日—），意大利女子游泳、乒乓球运动员。她曾代表意大利参加1996年、2000年、2004年、2008年、2012年和2016年夏季残疾人奥林匹克运动会，获得一枚银牌和一枚铜牌。